# Obertura Husita

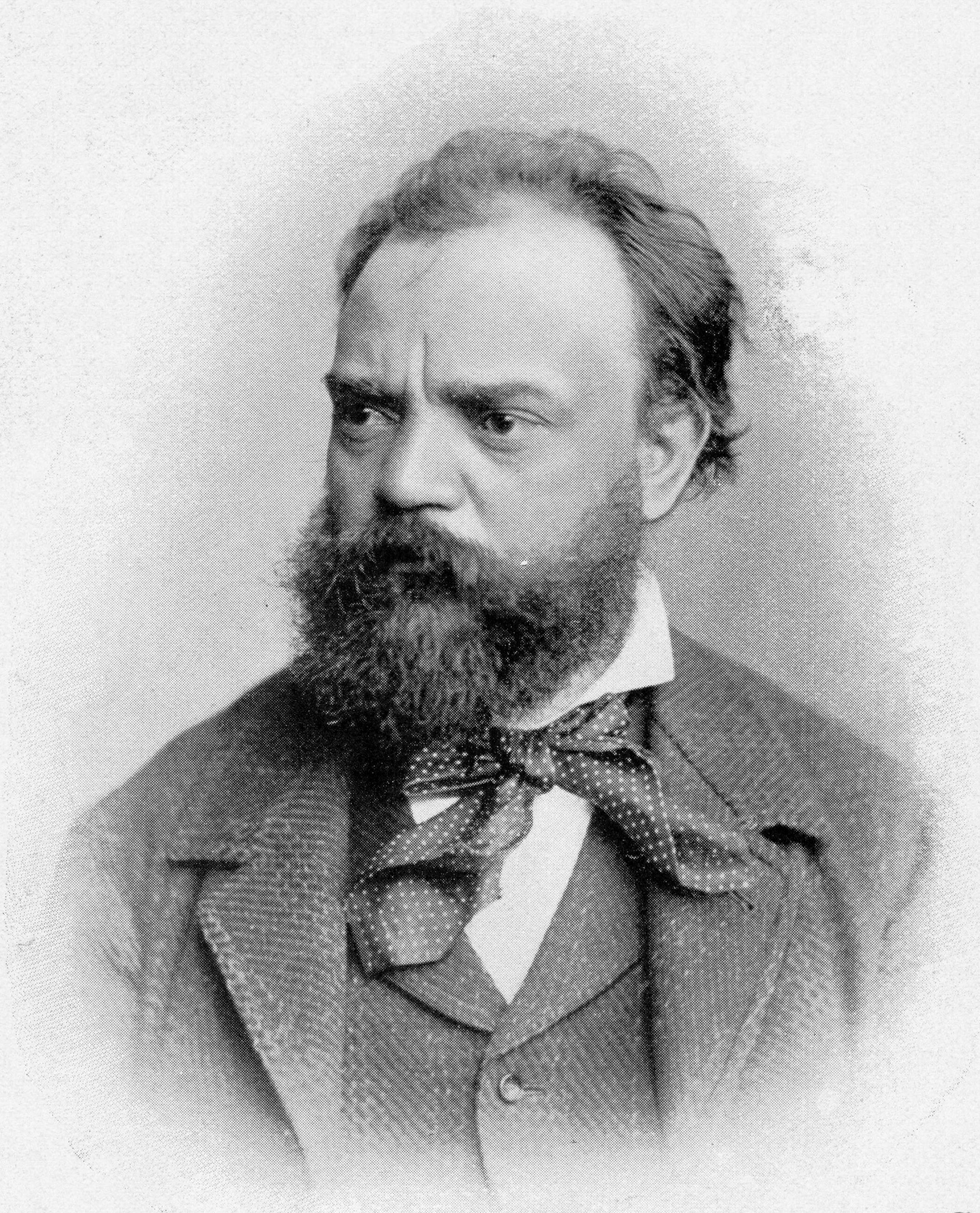
Antonín Dvořák, compositor de la obra, en 1882.

Obertura Husita (en checo: Husitská, dramatická ouvertura), op. 67, B.132, es una obertura compuesta por Antonín Dvořák en 1883 para la gala inaugural del Teatro Nacional de Praga. La composición fue pensada originalmente como parte de una trilogía dramática sobre el teólogo y filósofo bohemio Jan Hus.
Al igual que con el Tercer trío para piano, el Scherzo capriccioso , la Balada en re menor y la Séptima Sinfonía, compuestas en el mismo período, la obra está escrita en un estilo más dramático, oscuro y agresivo que reemplaza el estilo folclórico despreocupado del «período eslavo» de Dvořák.
La obertura está escrita para flautín, dos flautas, dos oboes, corno inglés, dos clarinetes , dos fagotes , cuatro trompas, dos trompetas , tres trombones, tuba, timbales, percusión (bombo, platillos, triángulo), arpa y cuerdas. 